# Zgodnjekrščanska umetnost in arhitektura
Zgodnjekrščanska umetnost in arhitektura ali paleokrščanska umetnost je umetnost, ki so jo kristjani ali pod krščanskim pokroviteljstvom proizvedli od najzgodnejšega obdobja krščanstva do, odvisno od uporabljene opredelitve, nekje med letoma 260 in 525. V praksi je krščanska umetnost ohranjena šele od 2. stoletju naprej. Najpozneje po letu 550 je krščanska umetnost razvrščena kot bizantinska ali kakšna druga regionalna vrsta. 
Težko je vedeti, kdaj se je začela izrazito krščanska umetnost. Pred letom 100 so bili kristjani morda omejeni zaradi svojega položaja preganjane skupine, ki bi ustvarjala trajna umetniška dela. Ker je bilo krščanstvo v tem obdobju večinoma religija nižjih slojev, lahko pomanjkanje ohranjene umetnosti odraža pomanjkanje sredstev za pokroviteljstvo in preprosto majhno število privržencev. Starozavezne omejitve glede izdelave podob malikov (idol ali fetiš, izklesan v lesu ali kamnu) (glej tudi idolatrija) lahko kristjane omejijo tudi pri ustvarjanju umetnosti. Kristjani so morda ustvarjali ali kupovali umetnost s pogansko ikonografijo, vendar so ji dali krščanske pomene, kot so to storili pozneje. Če se je to zgodilo, 'krščanske' umetnosti ne bi takoj prepoznali kot take.
Zgodnje krščanstvo je uporabljalo iste umetniške medije kot okoliška poganska kultura. Ti mediji so vključevali freske, mozaike, kiparstvo in iluminirane rokopise. Zgodnja krščanska umetnost ni uporabljala le rimskih oblik, temveč je uporabljala tudi rimske sloge. Pozno klasični slog je vseboval proporcionalno upodobitev človeškega telesa in impresionistično predstavitev prostora. Pozno klasični slog je viden v zgodnjekrščanskih freskah, kot so tiste v Rimu v Katakombah, ki vključujejo večino primerov najzgodnejše krščanske umetnosti. 
Zgodnjekrščanska umetnost in arhitektura sta prilagajala rimske umetniške motive in dajala nove pomene poganskim simbolom. Med sprejetimi motivi so bili pav, vinska trta in Dober pastir. Zgodnji kristjani so razvili tudi svojo ikonografijo, na primer takšen simbol, kot so ribe (Ihtis), ni bil izposojen iz poganske ikonografije.
Zgodnjekrščanska umetnost je na splošno razdeljena na dve obdobji: pred in po Milanskem ediktu iz leta 313, ki je pod Konstantinom prinesel tako imenovano zmagoslavje Cerkve ali prvi nicejski koncil leta 325. Predhodno obdobje se je imenovalo predkonstantinsko ali prednicejsko obdobje in po obdobju prvih sedmih ekumenskih koncilov. Konec obdobja zgodnje krščanske umetnosti, ki ga umetnostni zgodovinarji običajno označujejo kot v 5. do 7. stoletju, je torej precej poznejši kot konec obdobja zgodnjega krščanstva, kot ga običajno definirajo teologi in cerkveni zgodovinarji, za katerega se pogosteje šteje, da se je končal s Konstantinom, okoli 313–325.

## Simboli
Med preganjanjem kristjanov v času Rimskega cesarstva je bila krščanska umetnost nujno in namerno skrivna in dvoumna, pri čemer je uporabljala podobe, ki so bile v skupni rabi s pogansko kulturo, vendar so imele za kristjane poseben pomen. Najstarejša preživela krščanska umetnost izvira od poznega 2. do začetka 4. stoletja na stenah krščanskih grobnic v katakombah v Rimu. Iz literarnih dokazov jo je mogoče videti tudi na ploščah ikon, ki so tako kot skoraj vse klasično slikarstvo izginile. Sprva so Jezusa posredno predstavljali piktogramski simboli, kot so Ihtis (ribe), pav, Božje jagnje (Agnus Dei) ali sidro (Labarum ali Chi-Rho je bil poznejši razvoj). Pozneje so bili uporabljeni personificirani simboli, vključno z Jono, ki je tri dni v trebuhu kita vnaprej določil interval med smrtjo in  Jezusovim vstajenjem, Daniela v levjem brlogu ali Orfeja, ki je očaral živali. Podoba 'dobrega pastirja', mladostnika brez brade v pastoralnih prizorih, ki zbira ovce, je bila najpogostejša od teh podob in je verjetno niso razumeli kot portret zgodovinskega Jezusa. Te slike imajo nekaj podobnosti z upodobitvami figur kuros v grško-rimski umetnosti. Opazna je »skoraj popolna odsotnost krščanskih spomenikov iz obdobja preganjanja, preprostega križa«, razen v prikriti obliki sidra . Križ, ki simbolizira Jezusovo križanje na križu, ni bilo izrecno predstavljeno več stoletij, verjetno zato, ker je bilo križanje kazen, ki je bila odmerjena navadnim zločincem pa tudi zato, ker so literarni viri zapisali, da je simbol prepoznan kot krščanski, ki so ga kristjani naredili že od zelo zgodaj.
Verjetno je napačno mnenje, da so krščanske katakombe 'skrivne' ali da bi morale skriti pripadnost; katakombe so bila velika trgovska podjetja, ki so bila običajno postavljena tik ob glavnih cestah v mesto, katerih obstoj je bil dobro znan. Nejasna simbolična narava številnih zgodnjekrščanskih vizualnih motivov je morda delovala po lastni presoji v drugih kontekstih, vendar na grobnicah verjetno odraža pomanjkanje kakršnega koli drugega repertoarja krščanske ikonografije.
Golob je simbol miru in čistosti. Najdemo ga s svetniškim sijem ali nebeško svetlobo. V eni najzgodnejših trinitarnih podob, »Božjega prestola kot trinitarna podoba« (marmorni relief vklesan približno leta 400 v zbirki pruske fundacije za kulturno dediščino), golob predstavlja Duha. Leti nad praznim prestolom, ki predstavlja Boga, na prestolu sta chlamys ('plašč') in diadem, ki predstavljata Sina. Chi-Rho monogram, XP, ki ga je očitno prvi uporabil Konstantin I., je sestavljen iz prvih dveh črk imena Christos v grščini.

## Krščanska umetnost pred letom 313
Splošna domneva, da je bilo zgodnjekrščanstvo na splošno anikonsko, nasprotuje religiozni podobi tako v teoriji kot v praksi do približno 200-ih, izpodbija analiza Paula Corby Finneya o zgodnjem krščanskem pisanju in materialnih ostankih (1994). Ta razlikuje tri različne vire stališč, ki vplivajo na zgodnje kristjane glede vprašanja: »prvič, da bi ljudje lahko imeli neposredno videnje Boga, drugič, da ne morejo, in tretjič, da so ljudje, čeprav lahko vidijo Boga, najbolje svetovali, naj ne gledajo« in jim je bilo strogo prepovedano predstavljati to, kar so videli. Te so izhajale iz grške in bližnjevzhodne poganske religije, iz starogrške filozofije ter judovske tradicije in Stare zaveze. Od treh Finney ugotavlja, da je »splošno izražanje Izraela do svetih podob vplivalo na zgodnje krščanstvo bistveno manj kot apofatično opredeljeno grško filozofsko izročilo nevidnega božanstva«, zato daje manj poudarka na judovsko ozadje večine prvih kristjanov kot na večino tradicionalnih pripovedi . Finney predlaga, da »razlogi za pojav krščanske umetnosti pred letom 200 nimajo nobene zveze s načelno averzijo do umetnosti, z drugosvetostjo ali z anti-materializmom. Resnica je preprosta in človeška: Kristjani niso imeli zemlje in kapitala. Umetnost zahteva oboje. Takoj, ko so začeli pridobivati zemljo in kapital, so kristjani začeli eksperimentirati z lastnimi značilnimi oblikami umetnosti«.
V cerkvi v Dura-Europos, okoli 230–256, ki je v najboljšem stanju preživelih zelo zgodnjih cerkva, so freske svetopisemskih prizorov, vključno s figuro Jezusa in Kristusa kot dobrega pastirja. Stavba je bila običajna hiša, ki je bila očitno preurejena v cerkev. Najstarejše krščanske slike v katakombah v Rimu so nekaj desetletij starejše, in predstavljajo največji primer krščanske umetnosti iz predkonstantinovega obdobja, na stotine primerov pa krasijo grobnice ali družinske grobnice. Številni so preprosti simboli, vendar obstajajo številne slikovne podobe, ki prikazujejo molivce ali ženske molilne figure, ki po navadi predstavljajo pokojnika ali figure ali kratke prizore iz biblije ali krščanske zgodovine.
Slog katakombskih slik in celota številnih dekorativnih elementov sta dejansko enaka stikom katakomb drugih verskih skupin, bodisi običajnih poganov po starodavni rimski veri, bodisi Judov ali privržencev rimskih skrivnostnih religij. Kakovost slik je slaba v primerjavi z velikimi hišami bogatih, ki zagotavljajo drugi glavni korpus slik, ki so preživele iz obdobja, vendar ima lahko kratkoročni prikaz figur izrazit čar. Podobna situacija velja v Dura-Europos, kjer je dekoracija cerkve po slogu in kakovosti primerljiva z delom (večje in bolj pobarvane) sinagoge Dura-Europos in templja Bel. Vsaj v tako majhnih krajih se zdi, da so razpoložljive umetnike uporabljale vse verske skupine. Mogoče je tudi, da so bile poslikane komore v katakombah urejene v podobnem slogu kot v najboljših prostorih domov premožnejših družin, ki so bili pokopani v njih, krščanski prizori in simboli pa so nadomestili tiste iz mitologije, literature, poganstva in erotike, čeprav nimamo dokazov, ki bi to potrjevali. Imamo iste prizore na majhnih delih v medijih, kot sta lončarstvo ali steklo, čeprav manj pogosto iz tega predkonstantinovega obdobja.
Prednost so imele tako imenovane »skrajšane« predstavitve, majhne skupine iz ene do štiri figur, ki tvorijo en motiv, ki bi ga bilo mogoče zlahka prepoznati, da predstavlja določen dogodek. Te vinjete so ustrezale rimskemu slogu dekoracije prostorov, postavljene v predelke v shemi z geometrijsko strukturo.  Biblijski prizori figur, rešenih pred smrtno nevarnostjo, so bili zelo priljubljeni; ti so predstavljali Jezusovo vstajenje s pomočjo tipologije in reševanje duše pokojnih, Jona in kit, žrtvovanje Izaka, Noeta, ki moli v Arki (predstavljen kot molivec v veliki škatli, morda z golobom, ki nosi vejo), Mojzes udari v skalo, Daniel v levjem brlogu in Trije mladi v ognjeni peči (Daniel 3: 10–30]) so bili vsi favoriti, ki bi jih bilo mogoče zlahka upodobiti.
Zgodnjekrščanski sarkofagi so bili veliko dražja možnost, narejena iz marmorja in pogosto močno okrašena s prizori v zelo visokem reliefu. Prostostoječi kipi, ki so nedvomno krščanski, so zelo redki in nikoli zelo veliki, saj so bili pogostejši predmeti, kot je Dobri pastir, simboli, ki privlačijo več verskih in filozofskih skupin, vključno s kristjani in jim brez konteksta ni mogoče podeliti nobene pripadnosti. Po navadi so skulpture, kjer se pojavijo, precej kakovostne. Ena izjemna skupina, ki se zdi očitno krščanska, je znana kot Clevelandska kipca Jone in kita in je sestavljena iz skupine majhnih kipcev iz okoli 270-ih, vključno z dvema oprsjema mladega in modno oblečenega para iz neznanega najdišča, po možnosti v današnji Turčiji. Druge figure pripovedujejo zgodbo o Joni v štirih delih z Dobrim pastirjem; kako so bili prikazani ostaja skrivnostno.
Upodobitev Jezusa se je dobro razvila do konca predkonstantinovega obdobja. Običajno je bil prikazan v pripovednih prizorih, s prednostjo novozaveznih čudežev in malo prizorov iz pasjona. Uporabljene so bile različne vrste videza, vključno s tanko postavo z dolgim obrazom z dolgimi sredinsko razprtimi lasmi, ki naj bi kasneje postala norma. Toda na najzgodnejših podobah ga mnoge prikazujejo čokatega in s kratkimi lasmi brez brade v kratki tuniki, ki ga je mogoče prepoznati le po njegovem kontekstu. Na mnogih slikah čudežev nosi Jezus palico, s katero kaže na predmet čudeža.
Svetnike je dokaj pogosto videti, s Petrom in Pavlom, oba mučena v Rimu, ki sta nekako najpogostejša v tamkajšnjih katakombah. Oba že imata svoj značilen videz, ohranjen skozi zgodovino krščanske umetnosti. Drugih svetnikov morda ni mogoče prepoznati, če niso označeni z napisom. Na enak način lahko nekatere slike predstavljajo ali Zadnjo večerjo ali sodobno pogostitev.
- Trije mladi v ognjeni peči (Daniel 3: 10–30), katakomba v Priscilli [16]
- Mojzes udari ob skalo v puščavi, prototip krsta [17]
- Ovitek iz 3. stoletja za pokop v katakombah, vrezan v Poklon magov (prikazana vloga)
- Katakombska komora (od zgoraj): Molivca, Jona in kit, Mojzes udari v skalo (levo), Noe moli v A	rki, Čaščenje Magov.. 200–250

## Krščanska arhitektura po letu 313
V 4. stoletju je hitro rastoče krščansko prebivalstvo, ki ga zdaj podpira država, potrebovalo za izgradnjo večjih in boljših javnih zgradb za čaščenje kot večinoma diskretna mesta za srečanja, ki so jih uporabljali, ki so bila običajno v domačih stavbah ali med njimi. Poganski templji so še nekaj časa ostali v uporabi za svoje prvotne namene in, vsaj v Rimu, tudi ko so jih do 6. ali 7. stoletja zapustili kristjani ali so nekatere spremenili v cerkve. Drugod se je to zgodilo prej. Arhitekturne oblike templja niso bile primerne le zaradi poganskih združenj, ampak zato, ker so se poganski kult in žrtvovanja dogajala na prostem pod odprtim nebom pred očmi bogov, pred templjem, v katerem so bile postavljene kultne figure in zakladnica, kot ozadje brez oken.
Uporaben model, ko je cesar Konstantin I, hotel spominjati njegovo cesarsko pobožnost, je bila običajna arhitektura bazilike. Osnovni načrt posvetne bazilike je bil v več različicah, vedno pa nekakšna pravokotna dvorana. Tista, ki ji običajno sledijo cerkve, je imela osrednjo ladjo z eno stransko ladjo na vsaki strani in apsido na enem koncu nasproti glavnih vrat na drugem koncu. V apsidi in pogosto tudi pred njo je bila dvignjena ploščad, kjer so postavili oltar in duhovništvo. V posvetnih stavbah so ta tloris navadno uporabljali za manjše dvorane cesarjev, guvernerjev in zelo bogatih kot za velike javne bazilike, ki so delovale kot sodišča in za druge javne namene. To je bil običajni vzorec, ki se je uporabljal za rimske cerkve in na splošno v zahodnem cesarstvu, vendar sta bila Vzhodno cesarstvo in rimska Afrika bolj avanturistična in so njune modele včasih kopirani na zahodu, na primer v Milanu. Vse variacije so dopuščale naravno svetlobo z oken visoko v stenah, odmik od svetišč brez oken templjev večine prejšnjih religij in to je ostala dosledna značilnost krščanske cerkvene arhitekture. Cerkve z velikim osrednjim območjem, naj bi postale prednost v bizantinski arhitekturi, ki je že zgodaj razvila slog bazilike s kupolo.
Poseben in kratkotrajen tip stavbe, ki je uporabljal isto bazilikalno obliko, je bila pogrebna dvorana, ki ni bila običajna cerkev, čeprav so preživeli primeri že zdavnaj postali redne cerkve in so vedno nudili pogrebne in spominske obrede, ampak stavbo postavljeno v obdobju Konstantina kot zaprto pokopališče na mestu, povezanem s starokrščanskimi mučenci, na primer katakombo. Šest primerov, ki jih je Konstantin zgradil zunaj rimskih zidov, so: Stara bazilika svetega Petra, starejša bazilika posvečena sveti Neži, od katere je Santa Costanza zdaj edini preostali element, Sveti Boštjan izven obzidja (San Sebastiano fuori le Mura), San Lorenzo fuori le Mura, Santi Marcellino e Pietro al Laterano in en v današnjem parku Vile Gordiani.
Martyrium je bila zgradba, postavljena na mestu s posebnim pomenom, pogosto nad pokopom mučenika. Nobena posebna arhitekturna oblika ni bila povezana s tipom in so bile pogosto majhne. Številne so postale cerkve ali kapele v večjih cerkvah, postavljene ob njih. S krstilnico in mavzolejem zaradi manjše velikosti in različnih funkcij je bil martyrium primerena za arhitekturno eksperimentiranje.
Med ključnimi zgradbami, ki niso vse preživele v izvirni obliki, so:
- Konstantinovske bazilike:
  - Arhibazilika svetega Janeza v Lateranu
  - Santa Maria Maggiore
  - Stara bazilika svetega Petra
  - Bazilika Božjega groba, Jeruzalem
  - Bazilika Jezusovega rojstva, Betlehem
  - Cerkev svete Sofije, Sofija
- Centralni tloris
  - Santa Constanza, zgrajena kot cesarski mavzolej, ki meji na pogrebno dvorano, katere del stene je ohranjen.[23]
  - Cerkev svetega Jurija, Sofija

- Zunanjost bazilike sv. Sofije v Sofiji, Bolgarija, 4. st.
- Notranjost bazilike sv. Sofije v Sofiji, Bolgarija
- Zunanjost Rotunde sv. Jurija, Sofija, Bolgarija, 3. do 4. st.
- Originalne rimske in bizantinske freske v Rotundi sv. Jurija v Sofiji, Bolgarija

## Krščanska umetnost po letu 313
S končno legalizacijo krščanstva so se obstoječi slogi krščanske umetnosti še naprej razvijali in prevzeli bolj monumentalni in ikonični značaj. Začele so se graditi zelo velike krščanske cerkve in večina bogate elite se je prilagodila krščanstvu, javna in elitna krščanska umetnost pa je postala veličastna, da je ustrezala novim prostorom in strankam.
Čeprav je bilo izposojanje motivov, kot sta Devica in otrok iz poganske verske umetnosti, že od protestantske reformacije, ko so jih Jean Calvin in njegovi privrženci veselo uporabljali kot palico, s katero so udarjali vso krščansko umetnost, so André Grabar, Andreas Alföldi, Ernst Kantorowicz in drugi umetnostni zgodovinarji zgodnjega 20. stoletja prepričani, da je imela metaforika rimskih cesarjev veliko pomembnejši vpliv. Knjiga Thomasa F. Mathewsa leta 1994 je poskušala te teze spremeniti in je v veliki meri zanikala vpliv cesarske ikonografije v korist vrste drugih posvetnih in verskih vplivov, vendar so jih akademski recenzenti v grobem zavrnili.
Pojavljajo se bolj zapletena in draga dela, kot se bogati postopoma spreminjajo, pojavlja se več teološke zapletenosti, ko je krščanstvo postalo predmet burnih doktrinarnih sporov. Hkrati je v novih javnih cerkvah, ki so bile zdaj zgrajene, zelo drugačna umetnost. Nekoliko po naključju je najboljša skupina teh preživelih iz Rima, kjer so bili skupaj s Konstantinoplom in Jeruzalemom verjetno najmočnejši. Mozaik zdaj postaja pomemben; na srečo ta preživi veliko bolje kot freska, čeprav je ranljiv za dobronamerno obnovo in popravilo. Zdi se, da je bila inovacija zgodnjekrščanskih cerkva postavitev mozaikov na steno in njihova uporaba za svete teme. Prej so tehniko v glavnem uporabljali za tla in stene v vrtovih. Do konca obdobja se je razvil slog zlatega ozadja, ki je še naprej zaznamoval bizantinske podobe in številne zgodnjesrednjeveške zahodne cerkve.
Z več prostora se v cerkvah razvijejo pripovedne podobe, ki vsebujejo veliko ljudi in jih je videti tudi v kasnejših slikah katakomb. Po stranskih stenah cerkva se pojavljajo (precej visoko zgoraj) neprekinjene vrste svetopisemskih prizorov. Najbolje ohranjeni primeri iz 5. stoletja je niz starozaveznih prizorov ob ladijskih stenah Santa Maria Maggiore v Rimu. Te lahko primerjamo s slikami Dura-Europos in verjetno izhajajo tudi iz izgubljene tradicije tako judovskih kot krščanskih ilustriranih rokopisov kot tudi splošnejših rimskih tradicij. Velike apside vsebujejo podobe v ikoničnem slogu, ki se je postopoma razvil v središču velike figure ali pozneje le doprsja Kristusa ali kasneje Device Marije. Najzgodnejše apside prikazujejo vrsto kompozicij, ki so nove simbolične podobe krščanskega življenja in Cerkve.
Nobena tabelna slika ali ikona izpred 6. stoletja ni preživela v prvotnem stanju, vendar so očitno nastale in bile v tem obdobju pomembne.
Skulptura, vsa veliko manjša od naravne velikosti, je preživela v več primerih. Najbolj znana med precejšnjim številom preživelih zgodnjekrščanskih sarkofagov sta morda sarkofag Junija Basa in Dogmatični sarkofag iz 4. stoletja. Preživelo je več rezbarij iz slonovine, vključno s kompleksnim, Skrinja iz Brescie poznega 5. stoletja, ki je bil verjetno produkt episkopata sv. Ambroža v Milanu, nato sedež cesarskega dvora in Maksimijanov prestol iz 6. stoletja iz bizantinske italijanske prestolnice iz Ravene.
- Rokopisi
  - Odlomek iz Quedlinburške Itala (Berlin, Staatsbibliothek Preussischer Kulturbesitz, Cod. Theol. Lat. Fol. 485) je - Stara zaveza iz 5. stoletja
  - Dunajska geneza
  - Evangeliji iz Rossana
  - Cottonova geneza
- Poznoantični mozaiki v Italiji in zgodnje bizantinski mozaiki na Bližnjem vzhodu

### Zlato steklo
Zlato steklo je bila tehnika pritrditve plasti zlatega lista z obliko med dve zliti plasti stekla, razvita v helenističnem steklu in oživljena v 3. stoletju. Večjih modelov je zelo malo, toda velika večina od približno 500 preživelih je okroglih, kot je odrezano dno vinskih skodelic ali kozarcev, ki so se uporabljali za označevanje in okrasitev grobov v Rimskih katakombah, tako da so jih pritisnili v malto. Velika večina je iz 4. stoletja, ki sega v 5. stoletje. Večina je krščanskih, vendar veliko poganskih in nekaj judovskih in so jih verjetno že prvotno dobili kot darila ob poroki ali prazničnih priložnostih, kot je novo leto. Njihova ikonografija je bila zelo preučena, čeprav je v umetniškem smislu relativno nezahtevna.  Njihove teme so podobne slikam iz katakomb, vendar z različno uravnoteženostjo, vključno z več portretiranci umrlih (po navadi se to domneva). V njih je vidno napredovanje do povečanega števila svetnikov. Ista tehnika se je začela uporabljati za zlate tesere za mozaike sredi 1. stoletja v Rimu, do 5. stoletja pa so postale standardno ozadje religioznih mozaikov.